# Wijnbouw in Moldavië
De wijnbouw in Moldavië kent een jaarlijkse productie van rond de twee miljoen hectoliter (2018) waarmee het op tien na grootste wijnproducerende land van Europa is. Wereldwijd staat het op de twintigste plek.
Belangrijke wijnregio’s zijn Bălți in het noorden, Codru in het midden, Nistreana in het zuidoosten en Cahul in het zuiden. De wijnkelder van  Mileștii Mici is de grootste ter wereld.
De Királyleányka en de Băbească neagră zijn lokale druivensoorten uit Roemenië en Moldavië.